# Вейнбаум, Стенли
Стенли Грумен Вейнбаум (англ. Stanley Grauman Weinbaum; 4 апреля 1902, Луисвилл, США — 14 декабря 1935, Луисвилл, США) — американский писатель-фантаст, один из предтеч Золотого века научной фантастики.

## Биография
Стенли Вейнбаум родился в Луисвилле, штат Кентукки. Сначала получил образование в школе в Милуоки, в дальнейшем поступил в Мэдисонский университет штата Висконсин, планируя стать дипломированным специалистом по химическим технологиям, однако затем перешёл на кафедру английского языка. Вопреки распространённому мнению, высшего образования он так и не получил — сдав на спор экзамен за друга, позднее он был уличён и в итоге покинул университет в 1923 году. После этого устроился работать управляющим в кинотеатре.
Писать рассказы Вейнбаум начал ещё в 15 лет. Первые поэтические публикации состоялись в 1921—1923 годах. Однако затем последовал значительный перерыв, известность же пришла к нему незадолго до смерти. Первая взрослая прозаическая публикация в фантастическом жанре — рассказ «Марсианская Одиссея» 1934 года, который впоследствии высоко оценивал Айзек Азимов, а также другие писатели и критики. Вейнбаум стал одним из наиболее перспективных писателей-фантастов в 30-е годы. Однако всего через полтора года после этой публикации в возрасте 33 лет Стенли Вейнбаум умер от рака лёгких.

## Признание и влияние
Лестер дель Рей считал, что «Вейнбаум в большей степени, чем любой другой писатель, поспособствовал выводу нашего жанра из депрессии начала тридцатых годов и положил начало современной научной фантастике». Эверетт Ф. Блейлер, однако, писал, что хотя Вейнбаум «в целом считается наиболее перспективным молодым автором НФ своего времени», его значение преувеличено. В то время как "стиль Вейнбаума был более живой, чем у его коллег по жанру, и он уделял много внимания фоновым деталям, …его работы были обычной pulp-фантастикой со стандартными сюжетами, небрежной постановкой, картонными персонажами и многочисленными клише в идеях. Алексей и Кори Паншины заключают, что «время стёрло всё, бывшее когда-то положительными качествами Вейнбаума. То, что осталось, кажется странным и причудливым».
В 1957 году вышла экранизация его рассказа «Высшая степень адаптации» под названием «She Devil». Этот рассказ был также адаптирован для телевидения, Studio One выпустила эту адаптацию под названием «Кира Зелас» (имя главной героини) в эфир 12 сентября 1949 года. Радиопостановка «Высшей степени адаптации» была сделана в 1950-х годах, но по какой-то причине Вейнбаума не указали в качестве автора.
В 1973 году именем Вейнбаума назван кратер на Марсе. В 2008 году он удостоился премии Переоткрытие им. Кордвейнера Смита (Cordwainer Smith Rediscovery Award).

### Основные прижизненные публикации

#### Ранние юношеские публикации
- «The Lost Battle» — «The Mercury», 1917
- «Mostly Yvonne» — «The Wisconsin literary magazine», март 1922
- стихотворения и поэмы — в «The Wisconsin literary magazine», 1921-23 г.г.

#### Основной период, 1934-1935 г.г.
- «The Lady Dances» — 1934, под псевдонимом Marge Stanley — роман, публиковавшийся в виде газетного сериала
- «A Martian Odyssey» — ж. «Wonder Stories», июль 1934 — первый «взрослый» опубликованный фантастический рассказ
- «Valley of Dreams» — ж. «Wonder Stories», ноябрь 1934
- «Flight on Titan» — ж. «Astounding Stories», январь 1935
- «Parasite Planet» — ж. «Astounding Stories», февраль 1935
- «The Lotus Eaters» — ж. «Astounding Stories», апрель 1935
- «Pygmalion’s Spectacles» — ж. «Wonder Stories», июнь 1935
- «The Worlds of If» — ж. «Wonder Stories», август 1935
- «The Ideal» — ж. «Wonder Stories», сентябрь 1935
- «The Planet of Doubt» — ж. «Astounding Stories», октябрь 1935
- «The Red Peri» — ж. «Astounding Stories», ноябрь 1935
- «The Adaptive Ultimate» — ж. «Astounding Stories», ноябрь 1935, под псевдонимом John Jessel
- «The Mad Moon» — ж. «Astounding Stories», декабрь 1935

### Основные посмертные публикации

#### Рассказы и повести
- «The Point of View» — ж. «Wonder Stories», январь 1936
- «Smothered Seas» — ж. «Astounding Stories», январь 1936 (в соавторстве с Ральфом Милном Фарли)
- «Yellow Slaves» — ж. «True Gang Life», февраль 1936 (в соавторстве с Ральфом Милном Фарли)
- «Redemption Cairn» — ж. «Astounding Stories», март 1936
- «The Circle of Zero» — ж. «Thrilling Wonder Stories», август 1936
- «Proteus Island» — ж. «Astounding Stories», август 1936
- «Graph» — ж. «Fantasy Magazine», сентябрь 1936
- «The Brink of Infinity» — ж. «Thrilling Wonder Stories», декабрь 1936
- «Dawn of Flame» — в сборнике «Dawn of Flame — The Weinbaum Memorial Volume», 1936
- «Shifting Seas» — ж. «Amazing Stories», апрель 1937
- «Revolution of 1950» — ж. «Amazing Stories», октябрь-ноябрь 1938 (в соавторстве с Ральфом Милном Фарли)
- «Tidal Moon» — ж. «Thrilling Wonder Stories», декабрь 1938 (в соавторстве с Хелен Вейнбаум)
- «Green Glow of Death» — ж. «Crack Detective and Mystery Stories», июль 1957

#### Романы
- «The Black Flame» — ж. «Startling Stories», январь 1939 (первая и единственная публикация в виде отдельной самостоятельной части); Fantasy Press, 1948 (скомбинированная версия из повести-приквела «Dawn of Flame» и «The Black Flame»); Tachyon Publications, 1997 (полная восстановленная версия романа)
- «The New Adam» — Ziff-Davis, 1939
- «The Dark Other» — Fantasy Publishing Company, 1950

#### Сборники
- «Dawn of Flame — The Weinbaum Memorial Volume» — Conrad H. Ruppert, 1936
- «A Martian Odyssey and Others» — Fantasy Press, 1949
- «The Red Peri» — Fantasy Press, 1952
- «A Martian Odyssey and Other Classics of Science Fiction» — Lancer, 1962
- «A Martian Odyssey and Other Science Fiction Tales» — Hyperion Press, 1974
- «The Best of Stanley G. Weinbaum» — Ballantine, 1974
- «Lunaria and Other Poems» — Strange Co, 1988 — сборник стихотворений
- «Interplanetary Odysseys: The Collected Science Fiction and Fantasy of Stanley G. Weinbaum» — Leonaur Ltd, 2006
- «Other Earths: The Collected Science Fiction and Fantasy of Stanley G. Weinbaum» — Leonaur Ltd, 2006
- «Strange Genius: The Collected Science Fiction and Fantasy of Stanley G. Weinbaum» — Leonaur Ltd, 2006
- «The Black Heart: The Collected Science Fiction and Fantasy of Stanley G. Weinbaum» — Leonaur Ltd, 2006

### Основные публикации на русском языке

#### В периодике и антологиях
- «Планета сомнений». Рассказ / «Через Солнечную сторону». Сборник научно-фантастических произведений о планетах Солнечной Системы. — М.: Мир, 1971, с. 295-329 (серия «Зарубежная фантастика»)
- «Марсианская одиссея». Рассказ // приложение «Искатель», 1974, № 6, с. 140-160

То же. — / «И грянул гром…». Антология американского фантастического рассказа. — М.: Молодая гвардия, 1976, с. 178-198 (серия «Библиотека современной зарубежной фантастики»)
- «Безумная луна». Рассказ / «Безумная луна». Сб. — Владивосток: Уссури, 1990, с. 35-54
- «Планета-паразит» — в антологии «Фата-Моргана», вып. 4 — Н. Новгород: ГИПП "Нижполиграф", Флокс, 1992, с. 28-55
- «Лотофаги» — в антологии «Фата-Моргана», вып. 4 — Н. Новгород: ГИПП "Нижполиграф", Флокс, 1992, с. 56-81
- «Миры «если»» — в антологии «Фата-Моргана», вып. 5 — Н. Новг.: Флокс, 1992, с. 464-478
- «Очки Пигмалиона» — в антологии «Девушка из золотого атома» — Минск: О-во "ЭксКИЗ", О-во "СВЛ Букс", 1993, с. 217-238

#### Отдельные книжные издания и собрания сочинений
- «Безумная луна». Рассказ. — Алма-Ата: Фонд социальных изобретений СССР, МЖК "Отрар", NВ-пресс; 1990, 16 с. (серия «Книжка-минутка. Зарубежная фантастика»)
- сборник «Чёрное пламя» — Пермь: Янус (Б-ка прикл. в.5), 1992, 384 с.
- сборник «Чёрное пламя» — М.: АСТ (Классика мировой фантастики), 2002, 685 с.
- роман «Чёрное пламя» — М.: Книжный Клуб Книговек, СПб.: Северо-Запад (Малая библиотека приключений), 2011, 352 с.
- сборник «Безумная луна» — Лаборатория Фантастики. СПб: Северо-Запад, 2012, 720 с. (клубное издание по предзаказу, вышло в апреле 2012[5])